# Gesloten (algebra)
Een bewerking op twee elementen van hetzelfde lichaam, dezelfde groep of dezelfde ring, zoals de vermenigvuldiging van twee getallen, heet gesloten, als de uitkomst van die bewerking zelf ook weer een element is van dat lichaam, die groep of die ring. De definitie heeft betrekking op een bewerking in een lichaam (Nederlands) of veld (Belgisch), een groep of een ring. Algebraïsch volledig wordt soms als synoniem voor algebraïsch gesloten gebruikt.
Een lichaam {\displaystyle K} heet gesloten, wanneer iedere polynoom met coëfficiënten in {\displaystyle K} een nulpunt heeft in {\displaystyle K}. Dat betekent, dat iedere polynoom van de  graad {\displaystyle n,n>1}, in één variabele {\displaystyle x}, met coëfficiënten in {\displaystyle K}, is te ontbinden als een product van {\displaystyle n} verschillen {\displaystyle (x-a_{i}),1\leq i\leq n} en de constanten {\displaystyle a_{i}\in K}.

## Polynoomringen
De verzameling van alle polynomen over een lichaam {\displaystyle K} vormen een ring, een veeltermring.
Een irreducibele polynoom is een polynoom, waarvan de graad {\displaystyle n} groter is dan 0 en die niet deelbaar is door een andere polynoom, waarvan de graad kleiner is dan {\displaystyle n}, maar ook weer groter dan 0. Een polynoom van de eerste graad is per definitie irreducibel. Als een polynoom een nulpunt heeft in het getal {\displaystyle a\in K} , dan is die polynoom deelbaar door {\displaystyle x-a}.
Een lichaam is gesloten dan en slechts dan als alle polynomen in{\displaystyle K[x]} die irreducibel zijn, de vorm {\displaystyle a_{0}x-a_{1}} hebben. {\displaystyle a_{0}} en {\displaystyle a_{1}\in K}.
Als {\displaystyle K} niet gesloten is en {\displaystyle f(x)} is een irreducibele polynoom van de graad {\displaystyle n>1}, dan kan {\displaystyle K} altijd worden uitgebreid tot een groter lichaam {\displaystyle L}, zodat {\displaystyle f(x)} een nulpunt heeft in {\displaystyle L}. {\displaystyle L} is het lichaam {\displaystyle K}, waaraan het element {\displaystyle x} is toegevoegd, noteer {\displaystyle L=K[x]}. {\displaystyle L} heet een uitbreiding van {\displaystyle K}.

## Voorbeelden
Het lichaam {\displaystyle \mathbb {C} } der complexe getallen is algebraïsch gesloten; dit is de hoofdstelling van de algebra.
Het lichaam {\displaystyle \mathbb {R} } der reële getallen is niet algebraïsch gesloten. {\displaystyle x^{2}+1} heeft geen reële nulpunten. De complexe getallen vormen de kleinst mogelijke uitbreiding van de reële getallen waarin {\displaystyle x^{2}+1} ontbonden kan worden.
Het lichaam {\displaystyle \mathbb {Q} } der rationale getallen is zelfs in hoge mate onvolledig. {\displaystyle x^{2}-2} is in {\displaystyle \mathbb {Q} } irreducibel, de vierkantswortel van 2 is geen breuk. De kleinste uitbreiding van {\displaystyle \mathbb {Q} } waarin {\displaystyle x^{2}-2} is te ontbinden, noteert men met {\displaystyle \mathbb {Q} ({\sqrt {2}})}. Dit lichaam is nog steeds niet gesloten, maar {\displaystyle x^{2}-2} kan er wel in worden ontbonden als {\displaystyle (x-{\sqrt {2}})(x+{\sqrt {2}})}.
Het lichaam {\displaystyle \mathbb {A} } der algebraïsche getallen is de kleinste uitbreiding van {\displaystyle \mathbb {Q} }, waarin alle polynomen met coëfficienten in {\displaystyle \mathbb {Q} } zijn te ontbinden. {\displaystyle \mathbb {A} } is algebraïsch gesloten. {\displaystyle \mathbb {A} } is een deellichaam van {\displaystyle \mathbb {C} }, maar kleiner dan {\displaystyle \mathbb {C} }.